# 1790 год в науке
В 1790 году были различные научные и технологические события, некоторые из которых представлены ниже.

## Издания
Начато издание итальянского журнала «Летописи химии» („Annali di chimica“).

## События
- 1 августа — подведение итогов первой общефедеральной переписи населения США.
- Основана Мадридская астрономическая обсерватория.
- Основан Херсонский литейный пушечный завод.

## Родились
- 7 ноября — Кароль Подчашинский, литовский архитектор.
- 17 ноября — Август Фердинанд Мёбиус, немецкий математик и астроном-теоретик. (ум. 1868).

## Скончались
- 5 февраля — Уильям Каллен, английский врач.
- 17 апреля — Бенджамин Франклин, американский политический деятель и учёный.
- 7 июля — Франц Хемстерхейс, нидерландский просветитель, философ-платоник.
- 17 июля — Адам Смит, шотландский экономист.